# سیارک ۱۰۳۳۱
سیارک ۱۰۳۳۱ (به انگلیسی: 10331 Peterbluhm، نامگذاری:1991GM10) ده هزار و سیصد و سی و یکمین سیارک کشف شده‌است که در ۹ آوریل ۱۹۹۱ کشف شد.
قدر مطلق سیارک برابر ۱۱٫۴۰ است.